# Hr.Ms. Prins van Oranje (1932)
De Hr.Ms. Prins van Oranje was een Nederlandse mijnenlegger van de Prins van Oranjeklasse, gebouwd door de scheepswerf De Maas in Slikkerveer. Op 9 maart 1932 vertrok het schip onder commando van Karel Doorman naar Nederlands-Indië.

## De Prins van Oranje tijdens de Tweede Wereldoorlog
Tijdens de Tweede Wereldoorlog was de Prins van Oranje gestationeerd in Nederlands-Indië. In december 1941 en januari 1942 legde de Prins van Oranje een mijnenveld bij Tarakan. Nadat de Japanse invasievloot Tarakan had bereikt probeerde de Prins van Oranje in de nacht van 11 op 12 januari 1942 uit te breken en uit te wijken naar Soerabaja. Tijdens de poging werd het schip door artillerievuur van de Japanse torpedobootjager Yamakaze en patrouilleboot 38 ten zuiden van het eiland Bunyu in de Celebeszee tot zinken gebracht. Van de 118 bemanningsleden aan boord kwamen er 102 om het leven en 16 wisten het te overleven.